# Barloworld (equipa ciclista)
Barloworld (código UCI: BAR) foi um equipa ciclista que correu ao longo da sua existência com licença sul-africana (2003-2004) e britânica (2005-2009). A equipa participava maioritariamente no UCI Europe Tour dos Circuitos Continentais da UCI bem como às carreiras de maior nível (UCI ProTour ou UCI World Calendar) às que era convidado.

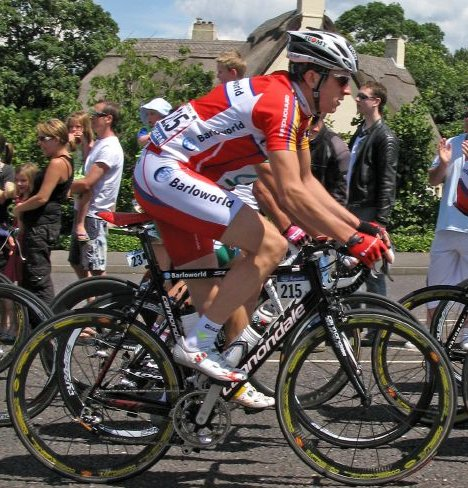
Geraint Thomas com o maillot da equipa

Os directores da equipa eram Claudio Corti, Valerio Tebadi, Christian Andersen, e Alberto Volpi. Seus ciclistas mais importantes eram o sul-africano Robert Hunter e o colombiano Mauricio Soler, que ganhou o prêmio da montanha no Tour de France de 2007.
O patrocinador principal da equipa era a Barloworld, uma companhia sul-africana dedicada à gestão de marcas industriais.
A equipa Barloworld competiu no Tour de France de 2007 após obter um convite da organização. Foi a primeira equipa inglesa a participar no Tour desde a equipa ANC-Halfords no Tour de 1987.

## História da equipa

### Criação e primeiros anos
A equipa foi fundadada em 2002 com a intenção de converter-se na primeira formação sul-africana a participar no Tour de France. A esquadra estaria dirigida por John Robertson e a sua empresa Euro Cycling Promotions, sociedade à que pertencia a licença UCI.

#### 2003: estreia na Terceira Divisão
A equipa estreiou em 2003, dentro da Terceira Divisão. A formação concluiu quinta em dita categoria.

#### 2004: em Segunda Divisão
Em 2004 correu dentro da Segunda Divisão.

### Sucessos em África e irrupção europeia com Igor Astarloa
Face a 2005 produziu-se uma mudança na organização do ciclismo, passando a instaurar-se uma categoria denominada UCI ProTour (na que estavam as melhores equipas e carreiras) e os Circuitos Continentais da UCI (com cinco circuitos continentais nos que competiriam equipas de categoria Profissional Continental e Continental, sendo de maior entidade os primeiros). A Barloworld passou a ser uma equipa Continental Profissional (ficando assim um bocado por baixo dos ProTour) que disputaria carreiras dos Circuitos Continentais africanos (UCI Africa Tour) e europeus (UCI Europe Tour), e que em caso de ser convidado poderia disputar também carreiras ProTour. Ademais a equipa passou de estar registada na África do Sul a está-lo no Reino Unido, ainda que a sua patrocinador principal seguia sendo a sul-africana Barloworld.
A equipa contratou para alinhar à nova temporada a Igor Astarloa, Campeão do Mundo de estrada em 2003. Segundo o próprio Astarloa o seu contrato foi por dinheiro, já que nenhuma equipa UCI ProTour tinha-lhe oferecido um contrato tão alto. O conjunto tinha-lhe oferecido uma elevada quantia porque o copatrocinador Valsir pertencia a um amigo seu.

#### 2005: Kannemeyer, primeiro ganhador do Africa Tour

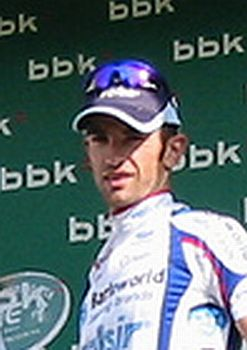
Arreitunandia, no pódio da Euskal Bizikleta

Peio Arreitunandia foi terceiro na Euskal Bizikleta.
Igor Astarloa ganhou uma etapa da Volta a Burgos.
Tiaan Kannemeyer ganhou a primeira edição UCI Africa Tour.

#### 2006: nova direcção
Em dezembro de 2005 produziu-se um relevo na direcção da equipa, ficando fora do projecto seus até então responsáveis John Robertson e Christian Andersen, que tinham operado baixo a sociedade Euro Cycling Promotions. O motivo desse relevo se deveu às tensões existentes no seio da formação entre seus ramos sul-africana e italiana. O posto de Robertson passou a ser ocupado por Claudio Corti, exdirector da Saeco e Lampre, quem já tinha trabalhado anteriormente com Astarloa. As mudanças estenderam-se a outras áreas, como a indumentária (que passou a ser vermelha) e as bicicletas (Cannondale).
O estreante Amets Txurruka foi quinto na Euskal Bizikleta, sendo a revelação da carreira. O corredor basco seria alinhado para a seguinte temporada pela sua equipa de casa, a Euskaltel-Euskadi de categoria UCI ProTour.
Igor Astarloa ganhou a Milano-Torino.

### Do Tour de France ao desaparecimento

#### 2007: estreia no Tour e eclosão de Soler
Em 2007 a equipa teve uma destacada actuação no Tour de France, conseguindo duas vitórias de etapa na Grande Boucle da mão de Robert Hunter e Mauricio Soler. Ademais, Soler subiu ao pódio dos Campos Elíseos de Paris como ganhador da classificação da montanha com o maillot de lunares vermelhos, enquanto Hunter foi segundo na classificação por pontos.
O colombiano Soler conseguiu pouco depois adjudicar-se a Volta a Burgos, onde além da geral ganhou a etapa rainha com final em Lagoas de Neila.

#### 2008: positivo de Moisés Donas
Em 2008 a equipa chegou ao Tour de France com a intenção de repetir o seu bom papel do ano anterior. Nas primeiras etapas produziram-se sendos quartos postos de Robert Hunter e Paolo Longo Borghini, bem como a retirada do chefe de bichas Mauricio Soler. No entanto, a participação da equipa na ronda gala esteve marcada pelo anúncio a 16 de julho de que o espanhol Moisés Donas, décimo na geral até esse momento (o melhor da Barloworld) e uma das revelações de dita edição, tinha dado positivo por EPO num controle antidopagem realizado na quarta etapa. Devido a esse caso de dopagem Donas foi excluído da carreira e detido pela Gendarmeria francesa para ser interrogado, ao mesmo tempo em que em sua habitação do hotel de Tarbes no que se alojava a equipa foram achadas diversas substâncias dopantes. Nesse mesmo dia produziram-se os abandonos por queda de Félix Cárdenas (colega de habitação de Donas) e Longo Borghini, e um dia depois fez o próprio Baden Cooke. Um dos seus corredores, John Lee Augustyn, protagonizou uma das imagens daquele Tour quando ia escapado junto a um grupo e se caiu na baixada da cume de Bonette Restefond se arrastando metros abaixo por um solo de pedra e terra e conseguindo hincar os pés antes de perder o controle do seu corpo.
Enrico Gasparotto proclamou-se vencedor do UCI Europe Tour, o circuito continental europeu.

#### 2009: última temporada e dissolução

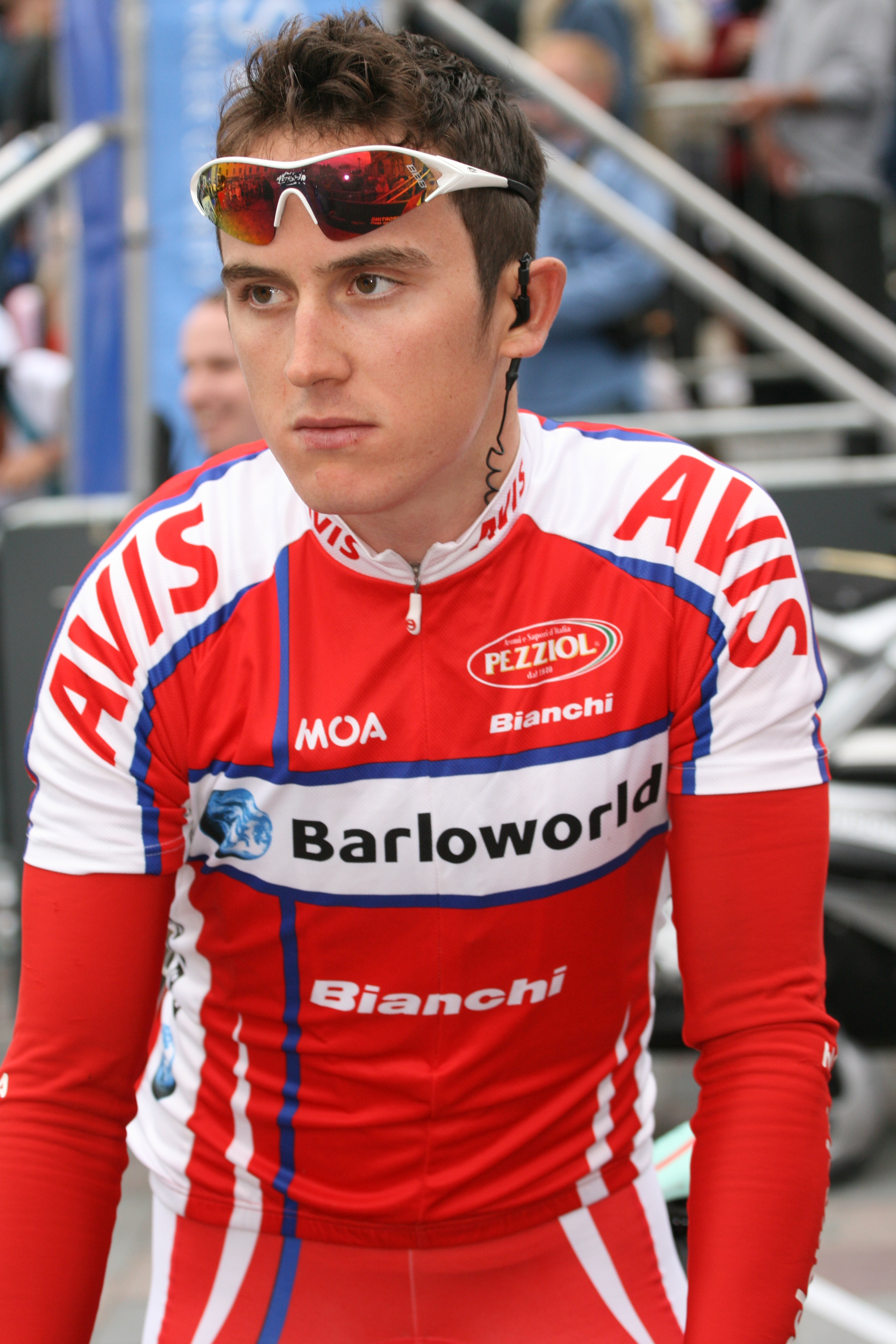
Geraint Thomas, com o maillot de 2009

Esse escândalo provocou a dissolução definitiva da equipa em 2009, dissolução que em princípio já tinham anunciado em 2008 depois desse positivo mas finalmente mantiveram os seus compromissos assinados para esse último ano.
Na sua última temporada a equipa teve como copatrocinador a Bianchi.

## Corredor melhor classificado nas Grandes Voltas
| Ano  | Giro d'Italia       | Tour de France         | Volta a Espanha |
| ---- | ------------------- | ---------------------- | --------------- |
| 2003 | -                   | -                      | -               |
| 2004 | -                   | -                      | -               |
| 2005 | -                   | -                      | -               |
| 2006 | -                   | -                      | -               |
| 2007 | -                   | 11.º Mauricio Soler    | -               |
| 2008 | 16.º Félix Cárdenas | 48.º John-Lee Augustyn | -               |
| 2009 | 32.º Chris Froome   | -                      | -               |

## Material ciclista
A equipa usava bicicletas da marca Bianchi (2008-2009) e componentes da marca Shimano. Anteriormente utilizou bicicletas Look (2003), Carreira (2004), De Rosa (2005) e Cannondale (2006-2007).

## Classificações UCI
A União Ciclista Internacional elaborava o Ranking UCI de classificação dos ciclistas e equipas profissionais.
A partir de 1999 e até 2004 a UCI estabeleceu uma classificação por equipas divididas em três categorias (primeira, segunda e terceira). A classificação da equipa e do seu ciclista mais destacado foi a seguinte:
| Ano  | Categoria | Classificação por equipas | Melhor corredor na classificação individual | Posição |
| 2003 | Terça     | 5º                        | David George                                | 232º    |
| 2004 | Segunda   | 9º                        | Ryan Cox                                    | 229º    |

A partir de 2005 a UCI instaurou os Circuitos Continentais da UCI, onde a equipa esteve até à sua dissolução em 2009, registado dentro do UCI Europe Tour. Estando nas classificações do UCI Africa Tour Ranking, UCI America Tour Ranking, UCI Asia Tour Ranking, UCI Europe Tour Ranking, UCI Oceania Tour Ranking (todos) bem como na global das equipas Continentais Profissionais aderidos ao passaporte biológico que se fez em 2009; PCT Biological passport. As classificações da equipa e do seu ciclista mais destacado são as seguintes (excepto na PCT Biological passport que só foi classificação de equipas):
| Ano                                 | Classificação por equipas | Melhor corredor na classificação individual | Posição |
| 2005 (Africa Tour)                  | 1º                        | Tiaan Kannemeyer                            | 1º      |
| 2005 (Asia Tour)                    | 3º                        | Ryan Cox                                    | 2º      |
| 2005 (Europe Tour)                  | 4º                        | Peio Arreitunandia                          | 28º     |
| 2005-2006 (Africa Tour)             | 4º                        | Ryan Cox                                    | 59º     |
| 2005-2006 (America Tour)            | 17º                       | Mauro Facci                                 | 140º    |
| 2005-2006 (Europe Tour)             | 8º                        | Felix Cárdenas                              | 30º     |
| 2006-2007 (Africa Tour)             | 1º                        | Aleksandr Yefimkin                          | 28º     |
| 2006-2007 (Europe Tour)             | 2º                        | Robert Hunter                               | 10º     |
| 2006-2007 (Oceania Tour)            | 12º                       | Paolo Longo Borghini                        | 49º     |
| 2007-2008 (Africa Tour)             | 2º                        | Robert Hunter                               | 3º      |
| 2007-2008 (Europe Tour)             | 2º                        | Enrico Gasparotto                           | 1º      |
| 2008-2009 (Africa Tour)             | 1º                        | Daryl Impey                                 | 2º      |
| 2007-2008 (Europe Tour)             | 23º                       | Daryl Impey                                 | 100º    |
| 2008-2009 (PCT Biological passport) | 11º                       | -                                           | -       |

Depois de discrepâncias entre a UCI e os organizadores das Grandes Voltas, em 2009 teve-se que refundar o UCI ProTour numa nova estrutura chamada UCI World Ranking, formada por carreiras do UCI World Calendar. A equipa ao ser de categoria Continental Profissional teve direito a entrar nesse ranking por aderir-se ao passaporte biológico.
| Ano  | Classificação por equipas | Melhor corredor na classificação individual | Posição |
| 2009 | 30º                       | Robert Hunter                               | 169º    |

## Palmarés destacado
Para o palmarés completo, veja-se Palmarés da Barloworld

### Grandes Voltas
- Tour de France
  - 2007: 2 etapas (Mauricio Soler e Robert Hunter)

### Outras carreiras
- Volta a Portugal
  - 2005: Vladimir Efimkin
- Volta a Burgos
  - 2007: Mauricio Soler
- Volta à Turquia
  - 2009: Daryl Impey

### Clássicas
- Milano-Torino
  - 2006: Igor Astarloa

## Principais ciclistas
Para os elencos completos, veja-se Elencos da Barloworld
| - Ryan Cox - Tiaan Kannemeyer - Daryl Impey - Igor Astarloa - David Praça - Vladímir Yefimkin - Félix Cárdenas - Enrico Degano | - Enrico Gasparotto - Aleksandr Yefimkin - Robert Hunter - Kanstantsín Siutsou - Mauricio Soler - Baden Cooke - Geraint Thomas - Chris Froome |